# Kostel svatého Bartoloměje (Solopysky)
Kostel svatého Bartoloměje v Solopyskách leží v centru vesnice, u křižovatky silnic na Červený Hrádek, Malenovice a Rozkoš. Je chráněn jako kulturní památka České republiky.

## Popis
Původně středověký kostel byl barokně přestavěn. Kostel je jednolodní, obdélníkové tvaru s pravoúhlým kněžištěm. Sakristie a oratoř leží při jižní straně kněžiště. Do kostela se vstupuje přes předsíň na jižní straně. Před západním průčelím leží hranolová věž.

Okna kostela jsou půlkruhová. Na stěnách člení nevýrazné lizény. V jižní stěně věže je vsazena gotická deska z roku 1490 se znakem místní zemanské rodiny Mírků ze Solopysk (obrněné rameno s mečem sekající ostrvi).

Vnitřek kostela je sklenut plackami na pilastry, nástropní fresky představují výjevy ze života sv. Bartoloměje.

Vnitřní zařízení je novorenesanční z 2. pol. 19. století, z původního vybavení se dochovala pouze rokoková kazatelna.

## Historie
Kostel pochází z 1. poloviny 14. století. V letech 1750 - 1751 byl barokně přestavěn. Kostel spadá pod správu kolínské farnosti.